# Útvar speciálních operací Vojenské policie
Útvar speciálních operací Vojenské policie (označovaný též jako Special Operations Group, SOG) byl jednotkou Vojenské policie pro speciální operace u Armády České republiky. Vznikl 1. srpna 2002, k 30. červnu 2009 byl zrušen rozkazem ministra obrany ČR.

## Úkoly jednotky
Úkoly jednotky spočívaly v plnění nestandardních a speciálních úkolů, které svojí povahou neumožňovaly nasazení ostatních součástí Vojenské policie, zejména:
- zásahy v případě zadržování rukojmí ve vojenských objektech a v letecké technice
- úkoly policejní ochrany, zejména proti zvláště nebezpečným pachatelům trestné činnosti
- úkoly ochrany vládních letadel
- ochranná činnost osob VIP a důležitých objektů, převážně v krizových situacích, misích a operacích
- zásah v případě narušení ochrany vojenských objektů zvlášť nebezpečnými pachateli
- úkoly v oblasti objasňování protiprávních jednání ve smyslu zákona 124/1992 Sb., o vojenské policii[2] a zákona 141/1961 Sb., trestního řádu.[3]

Všechny tyto úkoly měla být jednotka připravena plnit i mimo území ČR, zejména v prostorech nasazení Armády České republiky.

## Zahraniční mise

### Rok 2003

#### Irák
- Ochrana vojenského kontingentu 7. polní nemocnice v Bagdádu při české misi OCPA.
- Ochrana velvyslanectví v Bagdádu.
- Součást kontingentu Vojenské Policie v Basře.

#### Kuvajt
- Ochrana českého velvyslanectví
- Ochrana české velvyslankyně Jany Hybáškové.

### Rok 2004

#### Irák
- Ochrana britského premiéra Tonyho Blaira.

### Rok 2005

#### Kosovo
- Osobní ochrana velitele brigády Střed v misi KFOR.

#### Irák
- neznámo

#### Afghánistán
- neznámo

### Rok 2007
Kosovo
- neznámo

#### Afghánistán
- Mise ISAF v provincii Helmand. Bojové úkoly v okolí britského tábora Bastion a městech Gereshk a Lashkargah. Později dislokován na FOB Price. Během konání misí, zemřel cca 150 m od FOB Price příslušník jednotky Milan Štěrba.

### Rok 2008
Afghánistán
- Mise ISAF v provincii Lógar. Nasazen na FOB Shank, kde ve spolupráci s Zelenými Berety prováděl operace proti povstalcům a cvičil Afghánskou armádu.